# Grupa „Kielce”
Grupa „Kielce” (inaczej Grupa pułkownika Glabisza) – grupa taktyczna Wojska Polskiego improwizowana w czasie kampanii wrześniowej 1939 roku.

## Geneza i zadania
Rankiem 3 września w Sztabie Naczelnego Wodza dostrzeżono, że szybko przemieszczające się korpusy niemieckiej 10 Armii gen. art. Waltera von Reichenaua zagroziły liniom kolejowym Dęblin – Radom – Szydłowiec oraz Sandomierz – Skarżysko-Kamienna wraz ze stacjami wyładowczymi. Właśnie tam miały przybywać główne siły południowego zgrupowania Armii „Prusy”.
W związku z krytyczną sytuacją w luce pomiędzy Armią „Łódź” i Armią „Kraków”, generał Dąb-Biernacki 3 września mianował generała Rudolfa Dreszera (z 3 na 4 września zastąpił go na stanowisku gen. bryg. Stanisław Skwarczyński) dowódcą koncentrującego się południowego zgrupowania Armii „Prusy”. Miał on organizować obronę wzdłuż południowego brzegu rzeki Czarnej. Do dyspozycji miał 8 batalionów 36 Dywizji Piechoty, 1 batalion czołgów lekkich oraz kompanię zaporową z 81 zmotoryzowanego batalionu saperów. Siły te miały osłaniać wyładunek pozostałych jednostek południowego zgrupowania, czyli 3, 12 i 39 Dywizji Piechoty. Generał Dreszer dysponując tak skromnymi siłami, był w stanie obsadzić tylko kierunek: Przedbórz – Końskie – Radom. Natomiast w pasie: Włoszczowa – Jędrzejów – Kielce nie było żadnych oddziałów polskich. 
W zaistniałej sytuacji postanowiono wypełnić lukę oddziałami mobilizowanymi dla 39 i 45 Dywizji Piechoty. Znajdowały się one głównie w garnizonach Kielce i Radom. 3 września marszałek Rydz-Śmigły rozkazał I oficerowi do zleceń pułkownikowi dypl. Kazimierzowi Glabiszowi zabrać z garnizonów Kielce i Radom wszystkie oddziały i zabezpieczyć nimi przejścia szosy Kraków – Radom przez Góry Świętokrzyskie. Siły te miały prowadzić walki opóźniające do czasu wyładowania się z transportów i zajęcia pozycji obronnych przez 3 i 12 Dywizje Piechoty w rejonie Skarżyska. Następnie ich zadaniem miało być, zależnie od rozwoju sytuacji, stopniowe wycofywanie się w kierunku którejś z gotowych do walki dywizji. W końcowej fazie grupa płk. Glabisza miała przejść pod rozkazy dowódcy 3 lub 12 DP. Po wykonaniu tego zadania płk Glabisz miał powrócić do Naczelnego Dowództwa po nowe rozkazy.
II oficer do zleceń Naczelnego Wodza ppłk Kowalczewski ochotniczo zgłosił się do pomocy i obaj oficerowie przystąpili do pracy w podległych im ośrodkach mobilizacyjnych. Płk. Glabisz w Kielcach, a ppłk Kowalczewski w garnizonie Radom. 
W garnizonie Kielce znajdowały się:
- oddział nadwyżek rezerwistów 4 pp dla 2 DPLeg.,
- batalion marszowy dla 2 DP,
- oddział nadwyżek rezerwistów 2 pal z 2 DPLeg. dla 45 DP,
- bateria marszowa dla 2 pal (bez dział),
- bateria poborowych,
- samodzielne pododdziały 154 pp dla 45 DP,
- batalion poborowych.

W garnizonie Radom znajdowały się:
- batalion marszowy dla 28 DP,
- oddział nadwyżek rezerwistów 72 pp z 28 DP,
- samodzielne pododdziały 93 pp dla 39 DP,
- batalion poborowych,
- batalion wartowniczy.

W Zajezierzu koło Dęblina znajdował się oddział nadwyżek 28 pal z 28 DP – miały być z nich zmobilizowane dowództwo 51 pal i l dywizjon armat 75 mm oraz kolumny pułkowe dla 39 DP.

## Ordre de Bataille i obsada personalna grupy przed rozpoczęciem walk
- Dowódca grupy – plk dypl. Kazimierz Glabisz
  - 154 pułk piechoty rezerwowy (Podgrupa „Kielce”, ok. 2500 ludzi)
    - dowódca pułku – ppłk Aleksander Idzik
    - I batalion – mjr Rudolf Mizgalewicz
    - II batalion – kpt. Wacław Kotołowski
    - III batalion – kpt. Jan Tyliński[a]
    - improwizowana bateria 55 pal – kpt. rez. Grzegorz Zalewski (I pluton 4/55 pal i pluton 6/55 pal)[1]
    - zbiorcza bateria artylerii lekkiej 3 armaty 75 mm z 2 PAL
    - pluton artylerii plot. Z fabryki „Granat” w Kielcach
    - Batalion por. Buczka (ok. 450 ludzi)
      - dowódca batalionu – por. Zbigniew Buczek
      - kompania piechoty
      - kompania piechoty
      - kompania ckm
      - 4/55 pal (bez działonu) – por. Jan Jankowski → 5.IX przydzielona do 93 pp (rez.)

  - Podgrupa „Radom”
    - dowódca podgrupy – ppłk dypl. Bronisław Kowalczewski
      - oficer do zleceń – kpt. rez. art. dr Lucjan Witold Langrod
      - oficer sztabu – kpt. żand. Zbigniew Stefan Kędzierski (dowódca Plutonu Konnego Żandarmerii Nr 58 z Krakowskiej BK)

    - 93 Pułk Piechoty Rezerwowy (2012 ludzi, 3 ckm)
      - dowódca pułku – ppłk Stanisław Kowalski
      - adiutant – kpt. Jan Józef Papiż
      - I batalion 93 pp (rez.) – mjr Jerzy Wierzbowski
      - batalion nadwyżek 72 pp – mjr st. spocz. Jan Palewicz

    - Pułk ppłk. Knoppa (improwizowany w Ośrodku Zapasowym 16 DP, ok. 2400 ludzi)
      - dowódca pułku – ppłk Tadeusz Knopp (dowódca OZ 16 DP)
      - batalion nadwyżek 64 pp – mjr Ludwik Karaffa-Korbut
      - batalion nadwyżek 65 pp – mjr piech. Antoni Hyży
      - batalion nadwyżek 66 pp – mjr Tadeusz Gontarski
        - kompania ckm – kpt. Stanisław Markowski

    - 7/55 pal – ppor. Henryk Śpiewakowski
    - Bateria Artylerii Przeciwlotniczej Motorowa Typu "B" Nr 85 – ppor. Stanisław Skowroński z Krakowskiej BK
    - Batalion Wartowniczy nr 15 (bez 3 i 4 kompanii) w Radomiu – mjr Petycki

Ogółem zgrupowanie składało się z 9 batalionów piechoty, czterobateryjnego dywizjonu artylerii, kompanii ckm i plutonu artylerii plot.

## Działania grupy pod dowództwem pułkownika Glabisza
W dniach 3–4 września niemieckie jednostki zmotoryzowane (XV korpus), po rozbiciu 7 DP w rejonie Częstochowy i Złotego Potoku, sforsowały Pilicę w okolicach Szczekocin i ruszyły dalej na wschód. Siły te przemieszczały się na linii Koniecpol – Włoszczowa i Szczekociny – Nagłowice – Jędrzejów. Przed ich frontem, w kierunku na Jędrzejów, cofały się pododdziały rozbitków 7 DP oraz Krakowskiej BK. 
Były to:
- 8 Pułk Ułanów Krakowskiej BK,
- 51 dywizjon pancerny Krakowskiej BK – 6 tankietek i 4 samochody pancerne,
- 7 bateria artylerii plot. 7 DP,
- kompania kolarzy 7 DP,
- kilka kolumn taborowych,
- pluton kolarzy Straży Granicznej – walczący w pasie 7 DP.

4 września płk Glabisz wyznaczył batalion por. Buczka do prowadzenia działań rozpoznawczych na południe od Kielc. Główne siły batalionu znajdowały się w rejonie miejscowości Słowik wzmocnione baterią armat 75 mm. Zgrupowanie to zostało dodatkowo wzmocnione przez oddziały rozbitków pochodzące z 7 DP. Były to 51 dywizjon pancerny Krakowskiej BK i pluton kolarzy Straży Granicznej, który ześrodkowano w rejonie Kadzielni (Kielce). Oddział wydzielony prowadził rozpoznanie na kierunkach Jędrzejów – Kielce oraz Przedbórz – Kielce. Czaty zostały wystawione w Piekoszowie, w klasztorze na Karczówce (Kielce) i Dyminach. Poza tym, patrole operowały w Chęcinach, Brzegach i Rakoszynie. 51 dywizjon pancerny prowadził rozpoznanie wzdłuż szosy na Jędrzejów.
Oddziały 154 PP ppłk. Idzika otrzymały natomiast rozkaz zorganizowania obrony na północ od Kielc, aby zabezpieczyć przejścia przez Góry Świętokrzyskie. Ugrupowanie to miało składać się z dwóch rzutów. Pierwszy stanowił 154 pp, którego I batalion zajął stanowiska na południe od miejscowości Dąbrowa, blokując szosę Kielce – Skarżysko. III batalion w okolicach Wiśniówki. Zadaniem II batalionu było zamknięcie szosy prowadzącej przez Daleszyce – Świętą Katarzynę – Starą Wieś. Batalion znajdował się na stanowiskach w rejonie Święta Katarzyna – Stara Wieś. Drugi rzut w postaci 93 PP i pułku zbiorczego 16 DP zajął pozycje na odcinku Zagnańsk – Brzezinki – Barcza – Klonów.
Rankiem 5 września niemiecka 2 Dywizja Lekka (2 DLek) ruszyła z Jędrzejowa w stronę Kielc. Około godziny 7.00 patrole niemieckie nawiązały kontakt ogniowy z 51 dywizjonem pancernym w rejonie miejscowości Brzegi, a później w okolicy Chęcin. 
Około godziny 8.30 przybył do Kielc dowódca 74 pp z 7 DP płk Wacław Wilniewczyc i z rozbitków zorganizował kompanię piechoty i pluton saperów. Obsadził tymi siłami wzgórze przy wylocie szosy z Kielc na Kraków.
Około godziny 9.30 pododdziały 2 DLek. zaatakowały główne siły batalionu por. Buczka w okolicy Słowika, a później Dymin. Walka trwała do godziny 11.00, a następnie por. Buczek rozpoczął wycofywanie oddziału w kierunku Kielc. Siły niemieckie podążające w stronę Kielc, zaatakowały około godziny 12.00 kompanię płk. Wilniewczyca. Atak piechoty wspierany był przez 14 czołgów i ogień artylerii, która ostrzeliwała też miasto. Kiedy w rejon walk przybył płk Glabisz, rozkazał wesprzeć broniącą się kompanię pododdziałem kawalerii i kilkoma samochodami pancernymi. Jednak w tym samym czasie nastąpiło kolejne uderzenie niemieckie przy jednoczesnym ostrzale artyleryjskim. Zmusiło to Polaków do wycofania się. Kompania płk. Wilniewczyca podczas walki poniosła duże straty. Zginęło 40 żołnierzy, a około 60 odniosło rany.
Po wycofaniu polskich oddziałów pod Kielce nastąpiło ich przegrupowanie i reorganizacja. Batalion por. Buczka, 51 dywizjon pancerny oraz pluton kolarzy Straży Granicznej, miały jako odwód zgrupować się na północny wschód od Kielc w lesie w rejonie Łącznej. Baterię zbiorczą z 2 pal podporządkowano II batalionowi 154 pp, który znajdował się w rejonie Świętej Katarzyny. 4 bateria 55 pal znalazła się przy 93 pp koło Kajetanowa. Natomiast kompania płk. Wilniewczyca została włączona do III batalionu 154 pp zajmującego pozycję w okolicach Wiśniówki.
5 września około godziny 12.00 2 DLek. zajęła Kielce i jednocześnie wysłała patrole zwiadowcze w kierunkach Niewachlowa, Dąbrowy i Radlina. Około godziny 15.30 czołowy oddział 2 DLek. ostrzelał ogniem artylerii ciężkiej pozycje I batalionu 154 PP. Następnie ruszyło natarcie piechoty i czołgów w sile batalionu. Atak ten został odparty przez oddziały polskie, po czym Niemcy wycofali się w stronę Szydłówka. 
W nocy z 5 na 6 września z inicjatywy dowódcy 154 pp ppłk. Idzika, zorganizowany został wypad na pozycje niemieckie. Akcją dowodził por. Mieczysław Rukściński. Poprowadził on pododdział w sile kompanii na stanowiska niemieckie, wzdłuż szosy Dąbrowa–Kielce. Drugi pododdział, nieco słabszy, jako ubezpieczenie zajął stanowiska w okolicy Szydłówka. W skład grupy szturmowej ochotniczo weszli głównie żołnierze pochodzący z Kielc, znali oni, bowiem dobrze teren miasta.
Natarcie polskie początkowo zaskoczyło zupełnie Niemców i spowodowało ich paniczną ucieczkę. Jednak w miarę posuwania się naprzód polskich pododdziałów, Niemcy opanowali sytuację i w okolicach kieleckiego Nowego Rynku stworzyli zaporę w postaci ognia broni maszynowej, czołgów i artylerii. W tej sytuacji por. Rukściński zarządził odwrót, zabierając jeńców.
Tej samej nocy pododdziały 2 DLek. próbowały zaskoczyć żołnierzy I batalionu 154 pp, wykonując atak na ich pozycje, który zakończył się dla Niemców niepowodzeniem. Kolejne natarcie niemieckie nastąpiło na pozycje polskie w okolicy Dąbrowy. Wykonane ono zostało siłami pułku przy wsparciu artylerii. Kiedy i ono nie przyniosło powodzenia, Niemcy zaprzestali dalszych działań tej nocy.
6 września rano nasiliło się działanie niemieckiego lotnictwa obserwacyjnego i bombowego na pozycje obronne I batalionu 154 pp. Jedyną osłonę stanowił pluton artylerii przeciwlotniczej „Granat”, znajdujący się w rejonie wzgórza 441 oraz artyleria przeciwlotnicza Skarżyska-Kamiennej. Nasiliły się również ataki oddziałów 2 DLek. wzdłuż szosy Kielce – Skarżysko-Kamienna. 
Tego dnia przed południem na oddziały grupy płk. Glabisza ruszyło kolejne natarcie 2 DLek. Po niepowodzeniach poprzednich szturmów prowadzonych na czoło polskiego zgrupowania, dowództwo niemieckie postanowiło przeprowadzić ataki oskrzydlające. Jeden z takich ataków ruszył przez Niewachlów – Tumlin – Kajetanów. Drugi na Masłów Pierwszy – Mąchocice – Barczę. Pomocnicze natarcie ruszyło z Kielc na Dąbrowę. Podczas gdy jeden z pododdziałów 2 DLek. związał walką od czoła I batalion 154 pp, inny atakował w tym czasie przez Masłów Pierwszy oraz Mąchocice i po walce odrzucił kompanię piechoty kpt. Jana Tylińskiego z III batalionu 154 pp. Niemiecki pododdział prąc do przodu, posuwał się przez Klonów i Barczę i doszedł do stanowisk 7 baterii 55 pal kpt. Zalewskiego. W tej sytuacji ppłk Kowalczewski nakazał ppłk. Tadeuszowi Knoppowi – dowódcy pułku zbiorczego 16 DP wykonać atak na pododdział niemiecki i zatrzymać go do wieczora. Ppłk Knopp zgodnie z rozkazem przeprowadził kontratak w sile batalionu na czoło nacierających pododdziałów wroga. Do walki tej przyłączyła się też kompania II batalionu 93 pp, która uderzyła na Niemców od strony Barczy, ostatecznie odpierając wroga.
W tym samym dniu inny oddział 2 DLek. kierował się z Jędrzejowa na Chmielnik – Daleszyce, a następnie na Świętą Katarzynę. Rozbił on tam broniącą się kompanię II batalionu 154 pp kpt. Wacława Kotłowskiego. O godzinie 10.00 oddział ten ruszył przez Bodzentyn – Świętomarz – Rzepin i około godziny 14.00 dotarł w okolice Wierzbnika (dzielnica Starachowic). Walkę z nim w okolicy Wanacji (dzielnica Starachowic) stoczyły pododdziały złożone z robotników fabryki ze Starachowic i pluton artylerii przeciwlotniczej. Około godziny 19.00 jeden z oddziałów 2 DLek. nadchodzący z kierunku Bodzentyna uderzył na II batalion 154 pp i w walce rozbił go doszczętnie, a następnie skierował się w rejon Daleszyc.
W tym czasie inne oddziały 2 DLek. prowadziły działania oskrzydlające przez Niewachlów i Tumlin. Ich czołówki podeszły pod Samsonów i skręciły na drogi leśne podchodząc pod pozycje 93 pp. Jeden z pododdziałów 2 DLek. uderzył z rejonu Zagnańska na pozycje obronne I batalionu 93 pp Jerzego Wierzbowskiego i stojący przy szosie pluton artylerii przeciwlotniczej. Drugi atakował pozycje 93 PP w rejonie Kajetanowa i na tyły 154 pp, grożąc mu okrążeniem i odcięciem od reszty zgrupowania.
Ciężkie walki toczył I batalion 93 pp. Jego kompania odwodowa, dowodzona przez por. Wilka, wykonując kontratak w rejonie Zagnańska, niespodziewanie trafiła na pododdział niemiecki, który ruszył do ataku ze skraju lasu. Na pomoc kompanii por. Wilka ruszyły czołgi 51 dywizjonu pancernego wspierane przez armaty 75 mm. W tej walce Niemcy stracili kilka czołgów i samochodów pancernych. 
W celu wsparcia żołnierzy 93 pp, atakowanych przez główne siły 2 DLek, ppłk Kowalczewski rozkazał dowódcy 16 DP wykonać kontratak jego pododdziałów na korzyść 93 pp.
Do ataku ruszył II batalion 16 DP mjr. Antoniego Hyżego w kierunku zachodniej strony szosy Skarżysko-Kamienna – Kielce. Jego działania wspierane były przez baterię artylerii kpt. Godyskiego. Niemiecki pododdział, który atakował od tyłu 154 pp, został zaskoczony w okolicach kamieniołomu i uległ doszczętnemu zniszczeniu. Jednak kolejne grupy żołnierzy z 2 DLek. prowadziły ataki na pozycje 154 pp. Jednocześnie od tyłu i od czoła atakował pułk pancerny, a od strony Dąbrowy ruszyła do ataku piechota niemiecka. Natarcie pod Dąbrową posuwało się lasem na prawe skrzydło I batalionu 154 pp. Od wschodu na Kajetanów zaatakował pododdział z 2 DLek. i nawiązał walkę z kolejnym batalionem pułku z 16 DP. Po godzinie 18.00 6 września na skutek ciężkich walk w lesie na północ od Dąbrowy z sił 154 pp pozostał tylko I batalion w sile około dwóch kompanii i III batalion liczący kilkuset żołnierzy, który znajdował się w rejonie kamieniołomu, w lesie na północ od Dąbrowy. Bataliony te nie miały między sobą łączności i dopiero w nocy z 6 na 7 września połączyły się. Większość rozproszonych żołnierzy 154 pp wycofała się w kierunku Skarżyska-Kamiennej, gdzie sformowano z nich niepełny batalion, a następnie podporządkowano go 3 DP.
Po walkach pod Kajetanowem dwa walczące tam bataliony pułku z 16 DP poniosły znaczne straty, dlatego też musiano przeprowadzić ich reorganizację. W lesie obok szosy na północny wschód od Kajetanowa udało się sformować z nich tylko jeden. Od tej chwili pułk z 16 DP składał się z dwóch batalionów: mjr. Hyżnego pod Kajetanowem i mjr. Kraffta w okolicach Klonowa.
Grupa płk. Glabisza, podobnie jak bataliony 3 DPLeg, została podporządkowana dowódcy 12 DP – gen. Paszkiewiczowi. 
Na skutek tego, że po całodziennej walce 6 września płk Glabisz nie otrzymał nowych rozkazów, razem z ppłk. Bronisławem Kowalczewskim udali się do Skarżyska Książęcego. Spotkali się tam z gen. Paszkiewiczem i złożyli mu meldunki dotyczące strat we własnych oddziałach i o sytuacji ogólnej. Gen. Paszkiewicz uznał, że ze względu na duże straty, grupa płk. Glabisza nie jest w stanie dalej walczyć w dniu następnym z oddziałami 2 DLek. Nakazał objąć dowództwo nad zgrupowaniem ppłk. Kowalczewskiemu i około północy rozpocząć przemarsz oddziałów w rejon Suchedniowa. W tym czasie płk Glabisz odjechał do Warszawy.
W nocy z 6 na 7 września po przejściu zgrupowania w nakazany rejon ppłk Kowalczewski otrzymał rozkaz prowadzenia działań opóźniających na kierunku Kielce – Suchedniów. Działania miał rozpocząć w rejonie doliny pod Ostojowem i Łączną. Dodatkowo grupę wzmocniono 1 i 2 baterią 12 pal. 93 pp zajął pozycje obronne na wschód od szosy, wzdłuż wzgórz leżących na północ od miejscowości Kamionki. Straż tylna z I batalionu 93 pp dowodzona przez por. Wilka miała prowadzić walki opóźniające z oddziałami niemieckimi do rejonu Łącznej, a następnie przejść do odwodu pułku. Na zachód od szosy zajął pozycje pułk z 16 DP. II batalion mjr. Hyżnego z 4 baterią 55 pal zajął stanowiska pod Osełkowem. I batalion mjr. Kraffta jako odwód znajdował się w lesie. W rejonie Suchedniów – Kleszczyny zajęły stanowiska bojowe 1 bateria 12 pal i 7 bateria 55 pal. 
Ppłk Idzik, nie mając łączności z ppłk. Kowalczewskim, prowadził nadal walki z oddziałami niemieckimi pod Dąbrową. Pod swą komendą miał już tylko resztki I batalionu 154 PP. Ten słaby batalion ostrzeliwał szosę Kielce – Skarżysko-Kamienna, powstrzymując Niemców. O świcie 7 września ogień artylerii 2 DLek. w sile około dwóch dywizjonów ostrzelał pozycje żołnierzy ppłk. Idzika. Następnie około godziny 10.00 niemiecka piechota ruszyła do ataku i odrzuciła batalion od szosy. Po walce ppłk Idzik zebrał rozproszone grupy żołnierzy I batalionu i sformował z nich około półtorej kompanii piechoty i pluton ckm. Wieczorem 7 września oddziały te pomaszerowały w kierunku lasu w okolicy Klonowa i nad ranem 8 września dotarły w okolice Psar. Tutaj dołączyły do nich grupy żołnierzy z II batalionu 154 PP rozbitego 6 września. Mieli oni kilka działek przeciwpancernych i cekaemów. 
Walki opóźniające grupy płk. Glabisza i batalionów 3 DP na odcinku Krasna – Luta – Samsonów z jednostkami XV Korpusu umożliwiły 12 DP do północy 6 września wyładować się z transportów i zająć pozycje obronne. Oddziały 12 DP zajęły stanowiska na odcinku Bliżyn – Rejów, zamykając w ten sposób drogi prowadzące z Końskich i Kielc do Skarżyska-Kamiennej.

## Działania grupy pod dowództwem podpułkownika Kowalczewskiego
7 września dywizje XV Korpusu otrzymały zadanie ataku na Kielce – Skarżysko-Kamienną, Radom. Następnie miały one zmierzać w kierunku Wisły i opanować mosty w Solcu, Puławach i Dęblinie. Miało to na celu odcięcie od przepraw wojsk polskich, walczących w rejonie Skarżyska-Kamiennej. 
- 2 DLek. – nacierała z rejonu w kierunku Osełkowa – Suchedniowa – Skarżyska-Kamiennej.
- 3 DLek. – wzmocniona 15 pp zmot. z 29 DP Zmot. Ruszyła z rejonu Daleszyc przez Łagów i dotarła do Opatowa. Stamtąd wysłała oddział wydzielony, który zajął Ostrowiec Świętokrzyski.
- 29 DP Zmot. bez 15 pp zmot. – przemieszczała się z rejonu, Nagłowic przez Jędrzejów – Chmielnik na Staszów.

7 września po godzinie 10.30 czołowy oddział 2 DLek. ruszył na Suchedniów i około 11.30 jej zmotoryzowana kolumna zbliżyła się do stanowisk żołnierzy por. Wilka, gdzie została ostrzelana i zmuszona do odwrotu. Pododdziały 2 DLek. około 12.30 ruszyły z lasów na południe od miejscowości Łączna i zaatakowały I batalion 93 pp kpt. Jakubca. Atak ten został odparty przez żołnierzy batalionu oraz dzięki wsparciu 1/12 pal i 7/55 pal baterii artylerii. Kolejne natarcie niemieckie przeprowadzone dwoma batalionami, zostało poprzedzone ogniem artylerii. Jednak przed godziną 15.00 udało się je powstrzymać żołnierzom 93 pp i pułku z 16 DP. Niemcy ostatecznie zostali zepchnięci na pozycje wyjściowe przez kontratakujący II batalion 16 pp mjr. Kraffta. Około godziny 16.30 ruszyło następne natarcie pododdziałów 2 DLek. W tym czasie dowódca zgrupowania otrzymał rozkaz wycofania oddziałów na Parszów i przeprawę przez Kamienną pod Nowym Młynem. Aby wykonać to zadanie ppłk Kowalczewski zdecydował dokonać podległymi mu siłami kontrataku na pododdziały 2 DLek. i następnie wycofać się. Zadanie zostało powierzone kompanii piechoty z II batalionu z 16 DP. W tym czasie bataliony I i III, miały wykonać manewr na zalesiony, wschodni brzeg Kamiennej w kierunku Kleszczyn i Parszowa. 93 pp miał wycofać się za pułkiem z 16 DP po opanowaniu lasu. Kompania kontratakująca, wspierana przez ogień artylerii 1/12 pal i 7/55 pal baterii, dzięki zaskoczeniu uzyskała powodzenie. Pododdziały niemieckie wycofały się, umożliwiając w ten sposób polskim pułkom odwrót. Niemcy nie ruszyli do pościgu za cofającym się zgrupowaniem, ograniczyli się jedynie do ostrzału artyleryjskiego, który spowodował duże straty. W okolicy Parszowa ppłk Kowalczewski otrzymał rozkaz od gen. Paszkiewicza nakazujący mu przemieszczać się po osi Parszów – Wąchock – Mirzec – Ostrożanka. W tym samym czasie grupę opuściła 1 bateria 12 pal i dołączyła do swojego dywizjonu. Podobnie, zgodnie z rozkazem od zgrupowania ppłk. Kowalczewskiego odeszła 7 bateria 55 pal. Skierowała się ona do mostu na Kamiennej pod Nowym Młynem.
Około północy grupa ppłk. Kowalczewskiego ruszyła drogami przez Wąchock do rejonu przeznaczenia.

## Działania grupy wbitwie pod Iłżą
7 września w lesie na południe od Ostrożanki ześrodkowało się zgrupowanie ppłk. Kowalczewskiego. Po odpoczynku pododdziały zostały poddane reorganizacji. Z pułków 93 i 154 sformowano I batalion, a z pułku 16 DP II batalion. Pododdziały te uzbrojone były w karabiny, kilka ckm-ów i karabinów ppanc. oraz 3 armatki ppanc.
W tym czasie pododdziały 2 DLek. przemieszczały się głównymi siłami szosą ze Skarżyska-Książęcego na Szydłowiec. Ubezpieczenie boczne dywizji w postaci patrolu poruszało się drogami przez Mirzec – Osiny na Wierzbicę, oraz z Mirca przez Tychów Stary – Małyszyn Górny – Jasieniec Górny. Pod Jasieńcem Górnym zwycięską walkę z tym podjazdem stoczyły bataliony ppłk. Kowalczewskiego.
W związku z szybkimi postępami wojsk niemieckich siły polskich 3 i 12 DP w nocy z 7 na 8 września zaczęto przegrupowywać w inne rejony. Do 8 września udało się te zadania zrealizować. Dwie wielkie, polskie jednostki znajdowały się w obszarze: Iłża, lasy na wschód od Trąbowca Dużego, rejon Lubieni, Koszar i Pastwisk.
W związku z tym, że oddziały 3 DLek. od 8 września nadchodziły od strony Lipska i Sienna, w nocy z 8 na 9 września postanowiono przyśpieszyć ruch południowego zgrupowania w stronę Wisły. Pododdziały ppłk. Kowalczewskiego miały przemieszczać się wraz z 12 DP przez Kotlarkę – Prędocin do lasu na północny zachód od Lipska. Polskie oddziały, aby przedostać się na wschód w stronę Wisły, musiały wywalczyć sobie drogę przez pozycje 3 DLek. 
9 września około godziny 3.00 I batalion 93 pp i II batalion pułku 16 DP znajdowały się przy drodze leśnej na południe od Maziarzy. Oddziałom tym brakowało żywności i wody pitnej. Poza tym były one przez cały czas ostrzeliwane przez artylerię.
Aby utorować sobie drogę w kierunku Wisły przygotowywano natarcie 12 DP podzielonej na dwie kolumny, północną i południową. Kolumna północna miała składać się z trzech batalionów 12 DP wspartych I dywizjonem 12 pal. Miała ona nacierać w pierwszej kolejności na Maziarze – Prędocin. W drugim rzucie miały atakować I i II bataliony grupy ppłk. Bronisława Kowalczewskiego. 
Po kilku atakach, oddziałom polskim nie udało się jednak przebić przez pozycje niemieckie. Żołnierze znajdowali się w okrążeniu, byli wyczerpani fizycznie i psychicznie. Brakowało w oddziałach amunicji, żywności i wody pitnej. 
Ostatecznie 9 września o godzinie 16.30 oddziały 12 DP, a wraz z nimi żołnierze zgrupowania ppłk. Bronisława Kowalczewskiego zostali przez swych dowódców podzieleni na małe grupy i otrzymali rozkaz przedostawania się na własną rękę na wschód za Wisłę.